# Hetty Paërl
Hetty Paërl, geboren van Driel (Wijhe, 16 juni 1932 – 28 mei 2020) was een Nederlandse poppenspeelster. Ze deed historisch onderzoek naar de oorsprong van het poppenspel.

## Biografie
Hetty Paërl werd geboren als Everarda Ernestina Maria van Driel op 16 juni 1932 in Wijhe.
Toen haar vader overleed verhuisde haar moeder naar Bussum, waar Hetty opgroeide. Van 1949 tot 1953 studeerde ze aan de Gerrit Rietveld Academie in Amsterdam, die in die tijd nog Instituut voor Kunstnijverheidsonderwijs heette, en veelal werd aangeduid als de kunstnijverheidsschool. Ze volgde er de opleiding tot tekenleraar.
Ze leerde Eric Paërl kennen en trouwde met hem. Ze kregen in 1962 een zoon, Yits (Yitzhak). Hetty werkte als illustrator van (kinder-)boeken. Samen met Eric was ze actief in het Aluminium-Comité, dat rond 1970 op ging in het Suriname Comité. Voor het Aluminium-Comité tekende Hetty affiches. Samen met Eric publiceerde ze in 1972 een boek onder de titel Klassenstrijd in Suriname. In 1975 maakte ze De geschiedenis van Suriname, verteld en getekend door Hetty Paërl, in 1980 opgevolgd door De geschiedenis van de 'Nederlandse' Antillen. Historia di Antia, in het Nederlands en Papiaments.
Het huwelijk met Eric hield geen stand. Eric veranderde van geslacht en leefde verder onder de naam Betty Paërl. Hetty koos ervoor om de achternaam Paërl te houden.
Vanaf 1966 werkte ze als boekillustrator. 
Vanaf 1979 deed Hetty Paërl onderzoek naar de geschiedenis en de oorsprong van het poppenspel. Ze was vooral geïnteresseerd in Jan Klaassen, en diens stamvader Pulcinella. Ze schreef er diverse boeken en tijdschriftartikelen over. Ze was meer dan twintig jaar betrokken bij het Poppenspe(e)lmuseum.

## Prijzen
In 2011 kreeg Hetty Paërl de NVP-UNIMA erespeld van de Nederlandse Vereniging voor het Poppenspel.
Op 30 mei 2016 werd ze verkozen tot erelid/Honorary Member van de UNIMA (Union Internationale de la Marionette; Wereldorganisatie van poppenspelers). 